# Bonagung
Bonagung is een bestuurslaag in het regentschap Sragen van de provincie Midden-Java, Indonesië. Bonagung telt 3616 inwoners (volkstelling 2010).